# Smågelélav
Smågelélav (Collema coccophorum) är en lavart som beskrevs av Tuck. Smågelélav ingår i släktet Collema och familjen Collemataceae.  Arten är reproducerande i Sverige. Inga underarter finns listade i Catalogue of Life.